# Powiat Sawa
Powiat Sawa (jap. 佐波郡 Sawa-gun) – powiat w Japonii, w prefekturze Gunma. W 2024 roku liczył 35 458 mieszkańców.

## Miejscowości
- Tamamura